# Young Marble Giants
Young Marble Giants je velšská post-punková hudební skupina. Vznikla v roce 1978 v Cardiffu a klasickou sestavu tvořili zpěvačka Alison Statton spolu s bratry Moxhamovými: kytaristou Stuartem a baskytaristou Philipem. Dále se skupinou vystupoval také jejich bratranec, hráč na syntezátory Peter Joyce. Své první nahrávky (dvě písně) skupina vydala na kompilačním albu Is The War Over? v roce 1979. Kapela později podepsala smlouvu s hudebním vydavatelstvím Rough Trade Records a vedle dvou EP vydala roku 1980 své první řadové album nazvané Colossal Youth. Ještě téhož roku ukončila svou činnost. V roce 2003 byla jednorázově obnovena, avšak mimo vystoupení pro BBC žádné další aktivity neproběhly. V roce 2007 vydala společnost Domino Records reedici jejich jediného alba a skupina následně občasně vystupovala.